# Narząd łzowy
Narząd łzowy, aparat łzowy (łac. apparatus lacrimalis) – część aparatu ochronnego oka kręgowców czworonożnych, składająca się zwykle z gruczołów łzowych, gruczołów Hardera i przewodów wyprowadzających. Jego zadaniem jest produkcja łez zwilżających gałkę oczną i ich odprowadzanie z worka spojówkowego (zwykle do jamy nosowej, u jaszczurek do jamy gębowej, u żółwi bezpośrednio przez szpary powiek).
U ssaków narząd łzowy składa się z gruczołu łzowego, kanalików łzowych, woreczka łzowego i przewodu nosowo-łzowego. Gruczoł Hardera u ssaków zwykle nie występuje.